# Lynæs Kirke
Lynæs Kirke er beliggende i den sydlige Hundestedbydel Lynæs. Kirken, der blev indviet den 8. september 1901, er tegnet af arkitekt Andreas Clemmensen. Kirken består af kor og skib samt våbenhus mod syd og tårn mod nord.
I 1944 tilføjede man sakristiet, tegnet af arkitekt Adam Møller. I 1958-59 udvidede man koret til dobbelt størrelse og tilføjede sideskib og kapel, tegnet af arkitekten Rolf Graae.
Arkitekt Andreas Clemmesen valgte som byggemateriale kløvet kampesten, dels inspireret af den romanske stil, dels af kirkens placering på et lyngklædt areal.
Døbefonden af kalksten er fra kirkens opførelse, mens den murede prædikestol med træbaldakin og de løse bænke af eg er opført ved ombygningen i 1958-59. Lynæs kirke fik ved ombygningen i alt 350 faste pladser og er derfor blevet kaldt: ”Katedralen blandt landsbykirker”.
På Kirkegården findes mindesmærket For omkomne fiskere og søfolk, der er skabt af billedhuggeren Svend Lindhart.
- For omkomne fiskere og søfolk

## Eksterne kilder og henvisninger
- Arkiveret 1. december 2017 hos  Wayback Machine Thorup Sogns hjemmeside
- Lynæs Kirke hos KortTilKirken.dk
- https://danmarkskirker.natmus.dk/Home/GetChurch/14623/ Lynæs Kirke]  hos danmarkskirker.natmus.dk (Danmarks Kirker, Nationalmuseet)